# Coupe de l'EHF féminine 1993-1994
Navigation
Coupe de l'IHF féminine 1992-1993 Coupe de l'EHF féminine 1994-1995
La Coupe de l'EHF 1993-1994 est la treizième édition de la Coupe de l'EHF féminine, compétition de handball créée en 1993 et organisée par l'EHF. Elle succède à la compétition nommée coupe IHF, organisée par la Fédération internationale de handball depuis 1981.

## Formule
La coupe de l’EHF est aussi appelée la C3. Il faut pour chaque équipe engagée franchir les cinq tours de l’épreuve pour brandir le trophée. Toutes les rencontres se déroulent en matches aller-retour.
La coupe de l’EHF intègre trente-deux équipes qualifiées par leurs fédérations nationales lors des seizièmes de finale.

## Demi-finales
| Date Aller    | Club            | Aller | Total | Retour | Club          | Date Retour   |
| ------------- | --------------- | ----- | ----- | ------ | ------------- | ------------- |
| 10 avril 1994 | Valencia Urbana | 24-22 | 38-46 | 14-24  | Debreceni VSC | 10 avril 1994 |
| 17 avril 1994 | CSL Dijon       | 12-19 | 32-52 | 20-33  | Viborg HK     | 17 avril 1994 |

## Finale
| Date Aller | Club      | Aller | Total | Retour | Club          | Date Retour |
| ---------- | --------- | ----- | ----- | ------ | ------------- | ----------- |
| 8 mai 1994 | Viborg HK | 23-20 | 44-44 | 21-24  | Debreceni VSC | 14 mai 1994 |

## Les championnes d'Europe
| Championne Coupe d'Europe de l'EHF 1993-1994 Viborg HK 1er titre |